# Annie Vallotton
Anne Marie (Annie) Vallotton, née le 21 février 1915 à Lausanne et morte le 28 décembre 2013 à Sanary-sur-Mer, est une artiste suisse et française connue pour ses illustrations de la Good News Bible (Bible en anglais courant). Selon HarperCollins, elle est l'artiste la plus diffusée de tous les temps, grâce aux plus de 225 millions de ventes mondiales de la Bible qu'elle a illustrée.

## Biographie

### Jeunesse
Annie Vallotton est née à Lausanne. Elle est la fille de l'écrivain, enseignant et journaliste suisse Benjamin Vallotton qui avait étudié la théologie à Munich et à Paris ; sa mère, Madeleine Jeanmaire est née en Alsace ; elle est la fille d'un industriel de Mulhouse et la petite-fille d'un pasteur protestant. Le peintre Félix Vallotton est un cousin de son père. La famille s'installe à Strasbourg à partir de 1921. Annie commence très tôt à dessiner en illustrant les nombreux livres que publie son père.
Pendant la seconde Guerre mondiale, elle et sa sœur Gritou travaillent pour la Résistance ; elle sillonne le Limousin rural dans une Peugeot 202 et, grâce à sa nationalité suisse, elle fait passer du courrier en Suisse. Elle travaille également dans un centre de réfugiés à Toulouse qui accueillait des familles de Pologne et des pays baltes. Elle y peint des fresques afin de rendre les lieux plus accueillants pour les réfugiés. À cette époque, elle se lie d'amitié avec la résistante Berty Albrecht qui avait été baptisé par le grand-père de Vallotton.

### Carrière artistique
Chrétienne convaincue, Annie Vallotton cherche à transmettre l'essence du message biblique de manière simple, au travers de son graphisme très épuré. Sa première œuvre est Priorité, une collection de 60 illustrations couvrant la vie de Jésus. Elle est considérée si invendable par son agent qu'il en jette 3 000 exemplaires dans la Seine !
Au début des années 1960, impressionné par les illustrations qu'il avait vues dans Priority, le linguiste new-yorkais Eugene Nida contacte Vallotton pour lui demander d'illustrer une Bible pour enfants. En fait, Nida préparait la Good News Bible, une nouvelle traduction de la Bible en langage moderne pour la rendre accessible à ceux qui ne parlent pas l'anglais littéraire voire archaïsant des traductions traditionnelles. Après voir rencontré Eugene Nida pendant dix minutes à l'aéroport de Stuttgart, Annie Vallotton a accepté ce travail. Elle a créé plus de 500 illustrations et en a dessiné certaines jusqu'à 90 fois pour les améliorer. 
Outre la Good News Bible, ses œuvres incluent From the Apple to the Moon, (1970), Who Are You Jesus (1973), The Man who said No: Story of Jonah (1977) et The Mighty One and Sam (1982).
Lors de l'Eurofest '75, la conférence organisée par Billy Graham en Belgique, Annie Vallotton a donné un exposé illustré sur un rétroprojecteur, équipé d'un rouleau en acétate, chaque matin avant le début de l'exposition biblique.

### La vie après laGood News Bible
Annie Vallotton a continué à illustrer des livres religieux après son succès avec la Good News Bible. Elle a également conçu six vitraux représentant la création pour le temple protestant de Saint-Dié-des-Vosges en Lorraine, où son frère Pierre Vallotton était pasteur. Plus tard, elle a eu un ministère de conteuse pour les enfants au temple protestant de l'Oratoire du Louvre à Paris,,.

## Style artistique
Le style de Vallotton est très particulier car, s'il semble très simple de prime abord, il utilise des lignes et des ombres simples pour transmettre la psychologie et l'émotion. Comme elle l'a dit elle-même, « je voulais les simplifier le plus possible. Je voulais découvrir la vérité ... la chose la plus importante ! »

## Œuvres

### Œuvres illustrées par Annie Vallotton
(liste non exhaustive)
- (en) Good News Bible, éditeur: HarperCollins  (ISBN 9780005128442)
- La Bible Parole de Vie, éditeur : Bibli'O, 1472 pages, 600 dessins  (ISBN 9782853001335)
- La Résistance sous l'occupation, éditeur : L'Harmattan, 2003  (ISBN 9782747507141)
- Victoire ! Félix Neff vous parle, de Benjamin Vallotton, éditeur : Labor et Fides, 1949
- Weygand, etc. Et que vive la France, de Maxime Weygand, éditeur : La Colombe, 1954
- Premières aventures de Mick-Mack, de Florence Houlet, 1951
- Noé et son grand bateau, de Daniel-Rops, 1951
- (en) Meditations from the Iona community, de Anne Reid, éditeur : Wild Goose Publications, 1998  (ISBN 9781901557022)
- C'est vrai ! : Et chacun doit le savoir, de Claire Lise de Benoit, éditeur : Ligue pour la lecture de la Bible, 1975

### Ouvrage autobiographique
- Annie Vallotton et Gritou Vallotton, C’était au jour le jour, Annie Vallotton et Gritou Vallotton, Carnets (1939-1944), Payot, 1995, 321 p..